# 团结镇 (杭锦后旗)
团结镇，是中华人民共和国内蒙古自治区巴彦淖尔市杭锦后旗下辖的一个乡镇级行政单位。

## 行政区划
团结镇下辖以下地区：
民先村、巨和桥村、立新村、民治桥村、德丰村、竞丰村、联合村和十八顷村。